# STS-51-J
A STS-51-J foi a vigésima primeira missão do programa do ônibus espacial da NASA e o voo inaugural da nave Atlantis. A missão transportou uma carga não-revelada para o Departamento de Defesa dos Estados Unidos.

## Tripulação
| Posição                  | Astronautas    |
| ------------------------ | -------------- |
| Comandante               | Karol Bobko    |
| Piloto                   | Ronald Grabe   |
| Especialista de missão 1 | David Hilmers  |
| Especialista de missão 2 | Robert Stewart |
| Especialista de carga    | William Pailes |

## Missão
Esta foi a segunda missão com um ônibus espacial totalmente dedicada ao Departamento de Defesa dos Estados Unidos. Sua carga era 'classificada' (secreta). Foi reportado que dois satélites de comunicações DSCS-III (Defense Satellite Communications System) foram lançados em uma órbita estacionária pelo estágio IUS superior. Os satélites DSCS utilizam a frequência da faixa-X (8/7 GHz).
Cada satélite DSCS III possuía uma vida útil de 10 anos, apesar de uma série de satélites DSCS em órbita atualmente terem excedido sua expectativa vida e continuarem a funcionar com resultados além do padrão. A decolagem ocorreu em 3 de Outubro de 1985, às 11h15 EDT, do Pad A do Launch Complex 39, no Kennedy Space Center.
O veículo lançado foi o Atlantis, que fez assim o seu primeiro voo. A missão foi classificada como "Bem sucedida". Após uma missão com duração de 4 dias, 1 hora e 45 minutos, o Atlantis aterrissou na Base Aérea de Edwards às 1h00 EDT de 7 de outubro de 1985.